# Blaberus asellus
Blaberus asellus es una especie de insecto blatodeo de la familia Blaberidae. Comparte con el resto de sus congéneres Blaberus uno de los mayores tamaños entre las cucarachas.

## Sinónimos
- Blatta asellus Thunberg, 1826